# Tour de Colombie 1976
Le Tour de Colombie 1976, qui se déroule du 31 août au 12 septembre 1976, est l'épreuve cycliste la plus importante du calendrier national colombien. Elle est remportée par José Patrocinio Jiménez, deuxième coureur à gagner sans avoir porté ne serait-ce qu'un jour le maillot de leader.

## Présentation

### Parcours
La vingt-sixième édition du Tour de Colombie est composée de quatorze étapes, dont deux contre-la-montre (un disputé par équipes et un autre en individuel). L'épreuve débute à Cúcuta, capitale du département de Norte de Santander, pour s'achever douze jours plus tard à Medellín (département d'Antioquia).

### Équipes participantes
Vingt et une équipes sont au départ dont un quartet, venu de Tchécoslovaquie.
| Dossards | Équipe                                       |
| -------- | -------------------------------------------- |
| 1-4      | Sélection tchécoslovaque                     |
| 5-8      | Castalia                                     |
| 9-11     | Équipe mixte Castalia-Antioquia              |
| 12-15    | Boyacá                                       |
| 16-18    | Caldas                                       |
| 19-22    | Libreta de Plata A                           |
| 23-25    | Libreta de Plata B                           |
| 26-28    | Équipe mixte Libreta de Plata-Ovalle e Hijos |
| 29-32    | Banco Cafetero                               |
| 33-35    | Équipe mixte Bancafetero-Puente Aranda       |
| 36-39    | Cundinamarca                                 |

| Dossards | Équipe                             |
| -------- | ---------------------------------- |
| 40-42    | Ferretería Reina                   |
| 43-45    | Cundinamarca-Bogotá                |
| 46-48    | Manzana de Eva                     |
| 49-52    | Ministerio de Obras Públicas       |
| 53-56    | Nariño                             |
| 57-59    | Café Águila Roja                   |
| 60-62    | Valle                              |
| 63-66    | Ciclo Mantilla del Quindío         |
| 67-69    | Licorera de Santander              |
| 70-73    | Équipe mixte Tolima-Meta-Atlántico |

### Principaux favoris
Le triple vainqueur de l'épreuve, et tenant du titre, Rafael Antonio Niño est absent, en raison d'une blessure. Il tient une chronique durant l'épreuve dans le journal El Tiempo. Pour lui, trois candidats se détachent pour sa succession, José Patrocinio Jiménez, Álvaro Pachón et Norberto Cáceres. À un degré moindre, il voit se mêler à la lutte, Martín Emilio Rodríguez, en progrès depuis le Clásico RCN. Héctor Urrego, dans les colonnes du même journal, ajoute à la liste des favoris Abelardo Ríos et Efraín Pulido.

## Étapes
| Étape     | Date          | Villes étapes                                   |                             | Distance (km) | Vainqueur d’étape       | Leader du classement général |
| --------- | ------------- | ----------------------------------------------- | --------------------------- | ------------- | ----------------------- | ---------------------------- |
| 1re étape | 31 août       | Circuit dans Cúcuta                             | Contre-la-montre individuel | 50            | Tchécoslovaquie         |                              |
| 2e étape  | 31 août       | Cúcuta - Pamplona                               |                             | 78            | Arturo Ibarra           | Arturo Ibarra                |
| 3e étape  | 1er septembre | Pamplona - Bucaramanga                          |                             | 127           | Álvaro Pachón           | Arturo Matamoros             |
| 4e étape  | 2 septembre   | Bucaramanga - El Socorro                        |                             | 120           | Abelardo Ríos           | Arturo Matamoros             |
| 5e étape  | 3 septembre   | Tunja - Tunja                                   |                             | 165           | Luis Hernán Díaz        | Arturo Matamoros             |
| 6e étape  | 4 septembre   | Tunja - Bogota                                  |                             | 150           | Manuel Ignacio León     | Arturo Matamoros             |
| 7e étape  | 5 septembre   | Circuit sur l'Autódromo Internacional de Bogotá |                             | 100           | Vlastimil Moravec       | Arturo Matamoros             |
| Repos     | 6 septembre   | Bogota                                          |                             | -             | -                       | -                            |
| 8e étape  | 7 septembre   | Silvania - Ibagué                               |                             | 163           | Álvaro Pachón           | Plinio Casas                 |
| 9e étape  | 8 septembre   | Ibagué - Pereira                                |                             | 138           | José Patrocinio Jiménez | Plinio Casas                 |
| 10e étape | 9 septembre   | Pereira - Motobecane                            | Contre-la-montre individuel | 14            | Plinio Casas            | Plinio Casas                 |
| 11e étape | 9 septembre   | Zarzal - Cali                                   |                             | 158           | Alfonso Flórez          | Plinio Casas                 |
| 12e étape | 10 septembre  | Circuit dans Cali                               |                             | 108           | Luis Hernán Díaz        | Plinio Casas                 |
| 13e étape | 11 septembre  | Guacarí - Pereira                               |                             | 154           | Alfonso Flórez          | Plinio Casas                 |
| 14e étape | 12 septembre  | Riosucio - Medellín                             |                             | 154           | Luis Hernán Díaz        | José Patrocinio Jiménez      |

## Récit de la course

### 31 août: première journée de course
L'équipe de Tchécoslovaquie s'impose à Cúcuta tandis qu'Arturo Ibarra crée la surprise en gagnant à Pamplona.
La vingt-sixième édition commence par un contre-la-montre par équipes. Le parcours, rigoureusement plat, présenté comme développant 40 km, en compte dix de plus (au grand dam de certains observateurs, dénonçant l'improvisation et le manque de rigueur des organisateurs). Ainsi l'effort qui, pour les standards internationaux, est d'une quarantaine de minutes, a nécessité plus de vingt minutes de plus aux meilleurs. Le quatuor tchécoslovaque, rompu à ce genre d'exercice, sous la houlette de Vlastimil Moravec, le plus expérimenté d'entre eux, s'impose avec quatre secondes d'avance sur la formation Castalia de l'ancien champion du monde de poursuite Martín Emilio Rodríguez, pourtant victime d'une crevaison. Les écarts sont plus importants avec les autres formations puisque l'équipe Libreta de Plata A, troisième de l'exercice, finit à 1 min 53 s, tandis que José Patrocinio Jiménez, avec ses équipiers, termine à plus de cinq minutes. De nombreux coureurs ont, semble-t-il, préservé leurs forces devant le programme de la seconde étape du jour. Par ailleurs, Héctor Espitia, le coureur de la formation Libreta de Plata B, est la première victime de l'épreuve. En voulant éviter un chien dans une courbe, il chute et termine le pied plâtré. De plus, des punaises jetées sur la chaussée ont entraîné de nombreuses crevaisons pour les cyclistes ainsi que pour les voitures suiveuses.
Le contraste est saisissant pour la deuxième étape (de 78 km). Des 33° degrés qui régnaient sur Cúcuta, au départ, à peine 10° attendent les coureurs à l'arrivée à Pamplona. De la victoire des favoris tchécoslovaques s'ensuit un succès totalement inattendu d'Arturo Ibarra. Du terrain sans aspérité du contre-la-montre, les participants font connaissance avec les premières difficultés altimétriques. Et enfin d'un schéma de course où la logique est respectée à une épreuve où la stratégie des leaders ne manquent pas de surprendre les commentateurs. En effet, sur un terrain supposé à leur convenance, les principaux chefs de file se sont neutralisés dans un marquage serré, à une allure excessivement modérée. Les cinq prétendants à la victoire finale finissent dans un peloton de vingt-cinq unités, à plus de cinq minutes du vainqueur du jour. Leur tactique a permis à plus d'une trentaine de coureurs, dans de nombreux petits groupes, d'entamer les hostilités pratiquement dès les faubourgs de Cucutá et de jouer la victoire d'étape. Ainsi Arturo Ibarra déjoue les pronostics. Dans un premier temps, il effectue une chasse vigoureuse sur le groupe initial, puis il est acteur de la fugue définitive avec Arturo Matamoros. Ibarra s'impose devant ce dernier et prend la tête de l'épreuve. Des favoris, seul Martín Emilio Rodríguez semble avoir tiré un quelconque bénéfice du jour. Il a pu suivre les meilleurs grimpeurs dans les ascensions et deux de ses coéquipiers
Luis Carlos Manrique (en) et Alfonso Flórez se sont immiscés dans un petit groupe se disputant la troisième place à quarante secondes du vainqueur (et ce, pour Flórez, au prix d'une poursuite énergique en pleine ascension). Trois coureurs terminent hors délais, dont Petr Bucháček (en). Ils franchissent la ligne d'arrivée avec plus de 20 % de retard sur le temps réalisé par le vainqueur d'étape. Cependant ils sont repêchés par l'organisation. Face aux qualités de grimpeur des coureurs colombiens, sur la route escarpée menant de Cúcuta à Pamplona, les Tchécoslovaques payent au centuple leur exploit du contre-la-montre, en terminant aux dernières places cette deuxième étape.

### 1er septembre: troisième étape
Álvaro Pachón remporte l'étape et Arturo Matamoros prend la tête de la course.
Le parcours mène le peloton de Pamplona (Norte de Santander) à Bucaramanga, capitale du département de Santander, après 127 km de course et l'ascension de l'Alto de los Andes (col des Andes), qui s'élève à 3 400 mètres.
Comme l'évoquaient, la veille, Rafael Antonio Niño et Álvaro Pachón, la neutralisation de la deuxième étape ne pouvait en rien présager les scénarios des jours suivants. Malgré la pluie, le froid, le brouillard et la boue, les favoris ont pris leurs responsabilités et ont attaqué, condamnant irrémédiablement Arturo Ibarra (il perdra dix-sept minutes). La montée du "col des Andes" sélectionne un groupe d'une quinzaine d'unités. Puis c'est une longue descente (plus de cinquante kilomètres) vers Bucaramanga, rendue dangereuse par l'état de la chaussée et les conditions climatiques, qui attend les participants. L'étape se joue, quasiment, dans la descente. Celle-ci est fatale à Gonzalo Marín, pièce maîtresse de l'équipe Castalia, chutant sévèrement et évacué vers l'hôpital et à "Cochise" Rodríguez, lâché dans l'ascension puis incapable de faire la jonction (il sera rejeté à plus de sept minutes). Comme il l'avait annoncé, Álvaro Pachón, l'un des meilleurs descendeurs du peloton colombien, avec l'appui de son frère et équipier, exploite le profil de la fin de l'étape. Il creuse l'écart avec José Patrocinio Jiménez, peu à l'aise dans ce genre d'exercice. Norberto Cáceres, le seul à pouvoir prendre sa roue, en profite pour prendre deux minutes à son adversaire le plus dangereux. Pachón dispose de Cáceres sur le vélodrome de Bucaramanga, bondé de spectateurs. Blessé dans son amour propre d'avoir failli manquer le départ pour n'avoir pu convaincre une équipe de lui faire confiance, Álvaro Pachón est, avec Cáceres, le premier des favoris à s'être dévoilé. Quatrième à une trentaine de secondes, Arturo Matamoros, si déçu d'avoir manqué l'occasion la veille, de remporter une étape, prend la tête du classement général (mais n'endosse pas de maillot de leader, aucun n'étant à sa taille). Enfin, les Tchécoslovaques, voués à l'élimination par bon nombre de commentateurs, sont arrivés dans les délais impartis.

### 2 septembre: quatrième étape

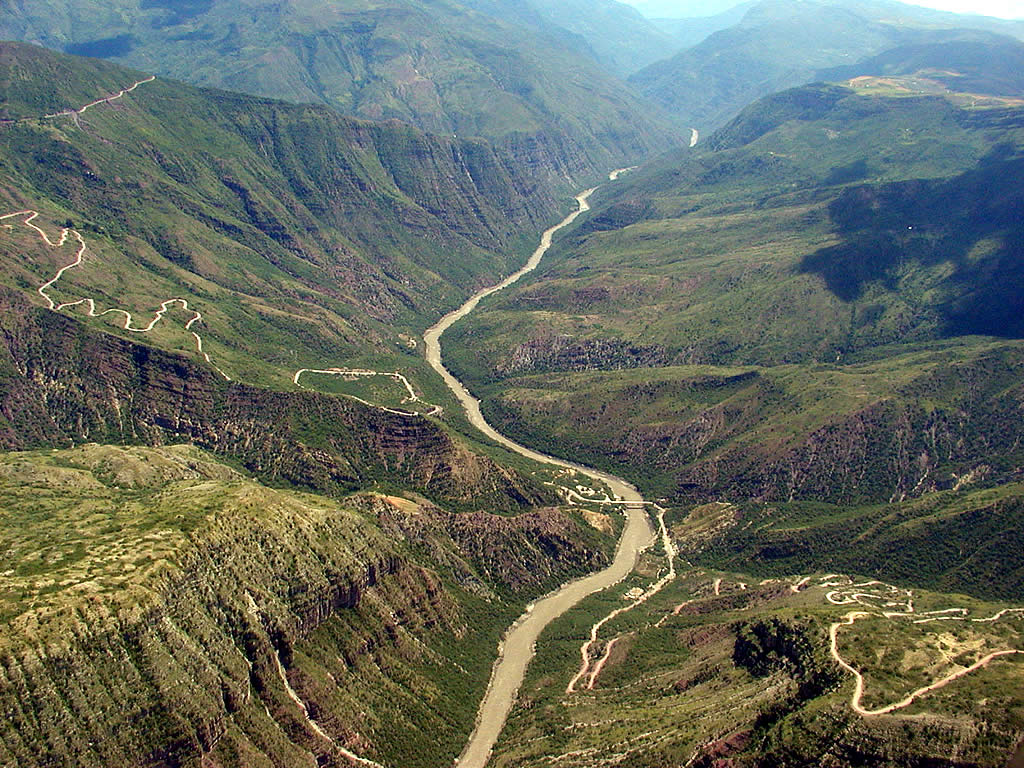
Le canyon du Chicamocha, où passe l'étape du jour.

Abelardo Ríos s'impose au parc principal d'El Socorro tandis qu'Arturo Matamoros conserve la tête du classement général.
L'étape se dispute sur 120 km, dans le département de Santander et conduit les coureurs de Bucaramanga à El Socorro. Elle commence par une descente vertigineuse, d'une cinquantaine de kilomètres, du départ jusqu'au corregimiento d'El Pescadero, dans le canyon du Chicamocha. Il s'ensuit l'ascension du Ramal de Aratoca puis un peu plus de cinquante kilomètres pour rallier l'arrivée.
Le soleil est revenu sur les routes du 26e Tour de Colombie. Le profil du début d'étape avec un tracé sinueux, une déclivité importante et une température oscillant entre 35 et 40° posent problème à certains comme à Martín Emilio "Cochise" Rodríguez, qui consulte les services médicaux de la course. Pourtant c'est lui, avec Álvaro Pachón et Julio Alberto Rubiano, qui apparait le plus à l'aise pour dévaler la pente. Avant le passage au sommet de la difficulté du jour, Abelardo Ríos s'échappe avec Ernesto Sandoval et José Hamir López, ils passent en tête au Ramal de Aratoca, puis à l'étape volante de San Gil. Ríos leur fausse compagnie aux environs d'El Socorro, pour terminer détaché, une poignée de secondes devant eux. Matamoros, malgré le stress que sa position lui confère et le contretemps d'une crevaison, termine dans le peloton des favoris, moins de deux minutes plus tard, et conserve sa place en haut de la hiérarchie. L'équipe Banco Cafetero a multiplié les attaques dans l'ascension vers Aratoca, pour maintenir la position de Plinio Casas ou rapprocher José Patrocinio Jiménez au classement. Mais le marquage serré effectué par Pachón, Cáceres ou Pulido a réduit à néant ces tentatives. Pourtant, à cinq kilomètres du but, Jiménez réussit à s'échapper et grappille de précieuses secondes.

### 3 septembre: cinquième étape

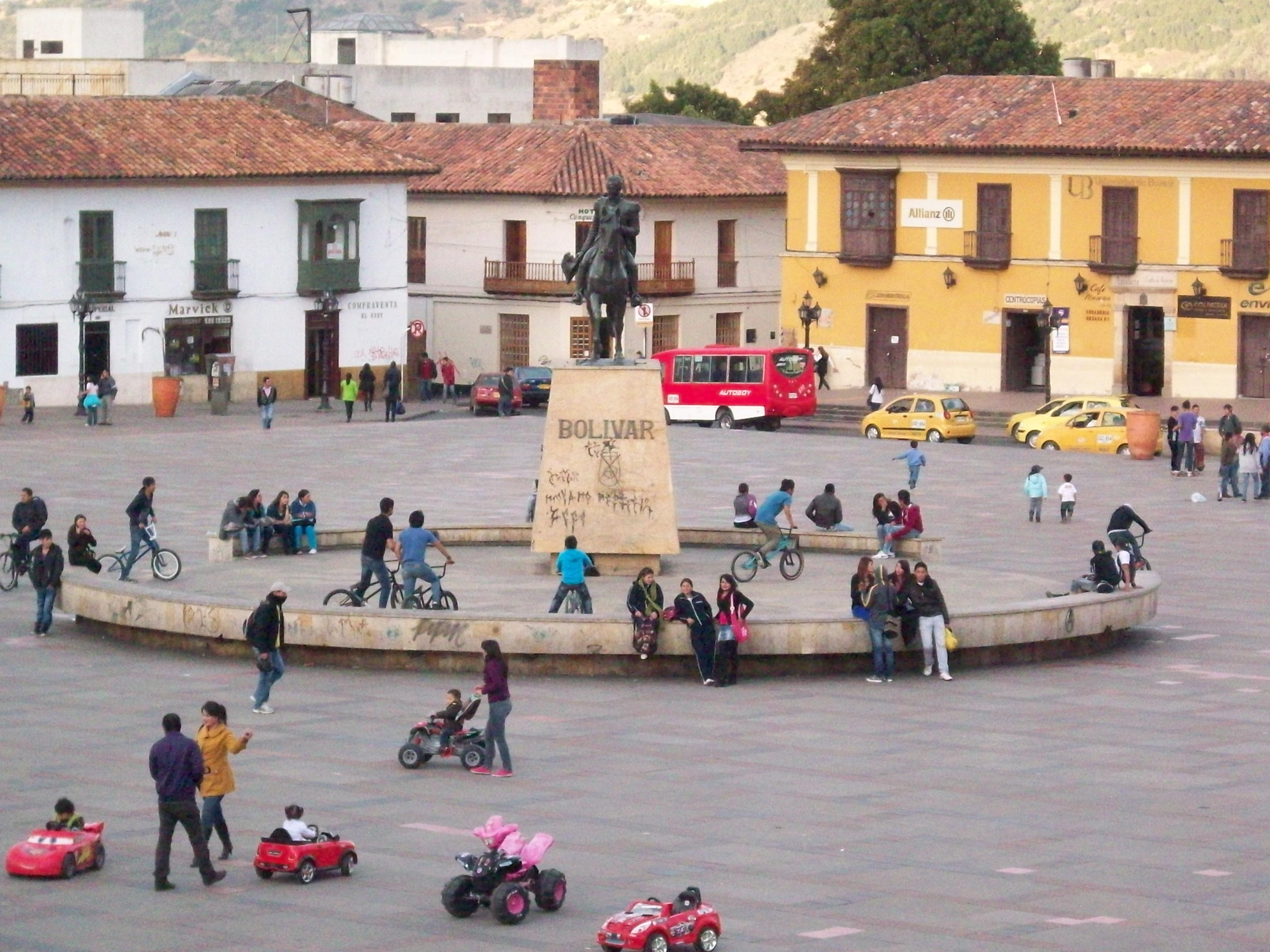
La es, à Tunja, où a lieu le départ et l'arrivée de l'étape.

Arturo Matamoros préserve sa malla anaranja (maillot orangé) de leader alors que Luis Hernán Díaz remporte l'étape.
Sur une distance de 165 km, le parcours du jour amène les coureurs à effectuer un circuit Tunja - Paipa - Duitama - Sogamoso - Paipa - Tunja, avec départ et arrivée sur la Plaza de Bolívar (es). Bien que ne descendant jamais sous les 2 500 mètres d'altitude, le tracé sur les routes du département de Boyacá, se déroule en terrain plat, sans difficulté répertoriée.
À une centaine de kilomètres de l'arrivée, cinq hommes constituent une échappée aux environs du Pantano de Vargas (dans la municipalité de Paipa), ces coureurs obtiennent jusqu'à dix minutes d'avance. Álvaro Gómez, membre de la fugue, est un temps considéré comme le nouveau leader de l'épreuve. Plus de deux heures plus tard, au sprint, Luis Hernán Díaz règle ses compagnons (dont Arturo Ibarra, vainqueur de la première étape). Le froid, le thermomètre descendant jusqu'à 8°, entraînant une certaine léthargie du peloton, et le manque de coordination des équipes des favoris ont permis de mener à bien cette escapade. Principalement grâce au travail de l'équipe Banco Cafetero,, le retard du peloton à Tunja se chiffre à moins de six minutes et permet à Arturo Matamoros de conserver son bien. D'une part, Luis H. Díaz profite des étapes volantes du jour pour prendre la tête de ce classement annexe. D'autre part, une chute massive est un autre fait marquant de l'étape. Didier Fernández est, ainsi, le troisième abandon de la course. Enfin, plusieurs observateurs sont déçus de l'absence des Tchécoslovaques, sur un terrain qui aurait dû leur convenir,.

### 4 septembre: sixième étape
Manuel Ignacio León s'impose au stade El Campín de Bogota pendant que la camiseta naranja (maillot orange) est toujours sur les épaules d'Arturo Matamoros.
La sixième étape relie Tunja à la capitale colombienne, par la Route Nationale 55 (es), après 150 km de course. Elle passe par Puente de Boyacá, Ventaquemada, puis quitte le département de Boyacá pour celui de Cundinamarca, en traversant Villapinzón, Chocontá, Gachancipá et Briceño (corregimiento de Tocancipá). Le peloton pénètre, alors, dans Bogota par le barrio "La Caro" (municipalité de Chía), où il emprunte l'Autopista Norte (es) puis son prolongement l'Avenida Caracas (es). Il tourne vers l'ouest dans la Calle 57 pour atteindre l'arrivée et le stade Nemesio Camacho, où l'entrée est gratuite. L'étape est relativement plane, en légère descente dans sa première partie et agrémentée de quatre sprints intermédiaires. Les participants passent de 2 820 mètres à 2 630 mètres, altitude relevée à l'arrivée. La veille, du fait d'une chaussée de bonne qualité et qu'il n'y ait aucune difficulté répertoriée, la presse écrite prévoit une vitesse moyenne élevée et un tracé favorisant des coureurs comme les Tchécoslovaques, s'ils sont remis des précédentes étapes ou un rouleur de la qualité de Martín Emilio Rodríguez, vainqueur en 1965, sur ce même parcours.
Rodríguez a tenté de gagner l'étape, mais marqué de très près, il n'a pu concrétiser, tandis que les Est-européens ont, encore une fois été absents. Un peu avant Chocontá, deux coureurs s'enfuient, pour une démarche qui paraît vouer à l'échec. Pourtant, plus de quatre-vingt dix kilomètres plus loin, Manuel Ignacio León et Arturo Ibarra mènent à bien leur fugue. Vainqueur en 1974, d'une étape lors du Clásico Polímeros Colombianos, León dispose d'Ibarra, pour devenir le premier Boyacense vainqueur d'étape dans ce Tour. Victorieux le premier jour, Arturo Ibarra, deuxième, démontre tous ses progrès. Contrairement à la journée précédente, les aspirants au titre n'ont pas laissé d'écarts importants se constituer. Disputé par une matinée sans soleil et dans un vent de face cinglant, l'étape a vu, également, une tentative d'échappée de neuf coureurs avec notamment José Patrocinio Jiménez, "Cochise" Rodríguez et Julio Alberto Rubiano. Jiménez, en produisant un violent effort dans un raidillon, rompant ainsi l'unité du groupe, et la chasse vigoureuse des membres de la formation Libreta de Plata, du leader provisoire de la course Arturo Matamoros, l'ont fait avorté. Patrocinio Jiménez, en compagnie de Rubiano, récidive dans Bogota. Restant en point de mire du peloton, lancé à ses trousses, ne prenant pas plus de vingt secondes d'avantage, il coupe son effort. Il prête ainsi le flanc à la critique, certains observateurs ne comprenant pas sa façon de courir (avortement d'une échappée intéressante avec de bons rouleurs et effort inconsidéré si près de l'arrivée),. Matamoros sauvegarde sa position en tête du classement général pour la troisième journée consécutivement alors que la vainqueur de la veille, Luis H. Díaz chute et poursuit durant quatre-vingt kilomètres la course, lacéré et ensanglanté.

### 5 septembre: septième étape
Le Tchécoslovaque Vlastimil Moravec dispose de la concurrence sur l'Autódromo Internacional de Bogotá, où Arturo Matamoros maintient sa position en haut de la hiérarchie.
Confer l'onglet Discussion.

## Classement général
| Classement final | Classement final          | Classement final | Classement final   | Classement final    |
|                  | Coureur                   | Pays             | Équipe             | Temps               |
| ---------------- | ------------------------- | ---------------- | ------------------ | ------------------- |
| 1er              | José Patrocinio Jiménez   | Colombie         | Banco Cafetero     | en 41 h 33 min 34 s |
| 2e               | Plinio Casas (es)         | Colombie         | Banco Cafetero     | + 5 min 17 s        |
| 3e               | Arturo Matamoros (es)     | Colombie         | Libreta de Plata B | + 11 min 7 s        |
| 4e               | Norberto Cáceres (es)     | Colombie         | Ferretería Reina   | + 11 min 23 s       |
| 5e               | Álvaro Pachón             | Colombie         | Manzana de Eva     | + 12 min 25 s       |
| 6e               | Alfonso Flórez            | Colombie         | Castalia           | + 12 min 49 s       |
| 7e               | Wilfredo Insuasty         | Colombie         | Banco Cafetero     | + 15 min 38 s       |
| 8e               | Álvaro Gómez              | Colombie         | Libreta de Plata B | + 18 min 11 s       |
| 9e               | Abelardo Ríos             | Colombie         | Libreta de Plata A | + 20 min 0 s        |
| 10e              | Luis Carlos Manrique (de) | Colombie         | Castalia           | + 25 min 48 s       |
| modifier         |                           |                  |                    |                     |